# Anton Maria von Cerrini di Monte Varchi

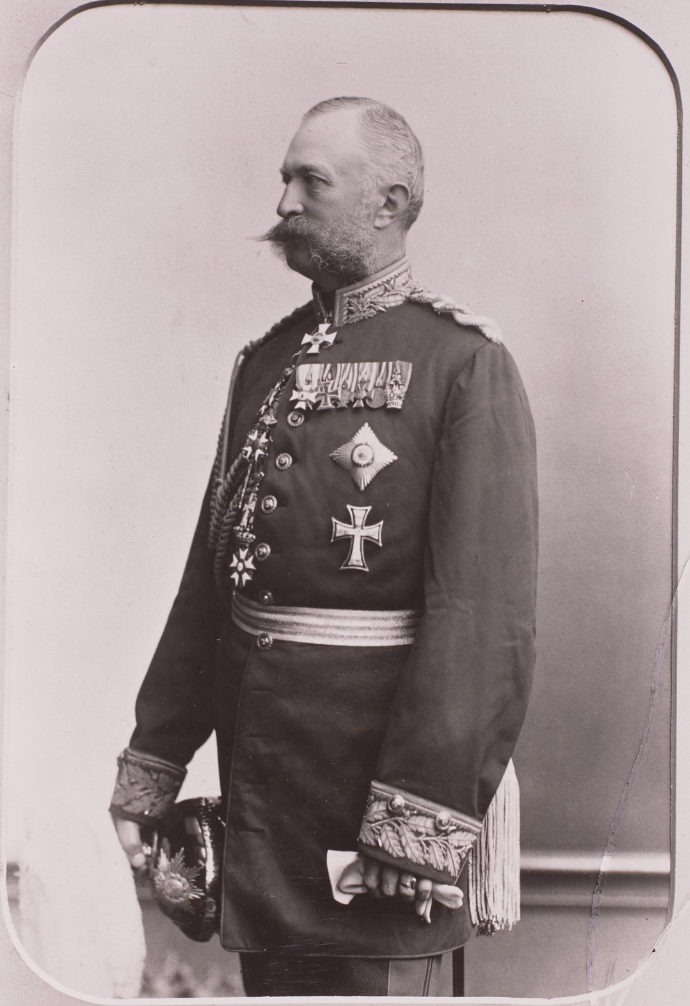
Anton Maria von Cerrini di Monte Varchi

Anton Maria von Cerrini di Monte Varchi (* 19. August 1829 in Pillnitz; † 7. Januar 1906 in Kötzschenbroda) war ein sächsischer Generalleutnant.

## Leben

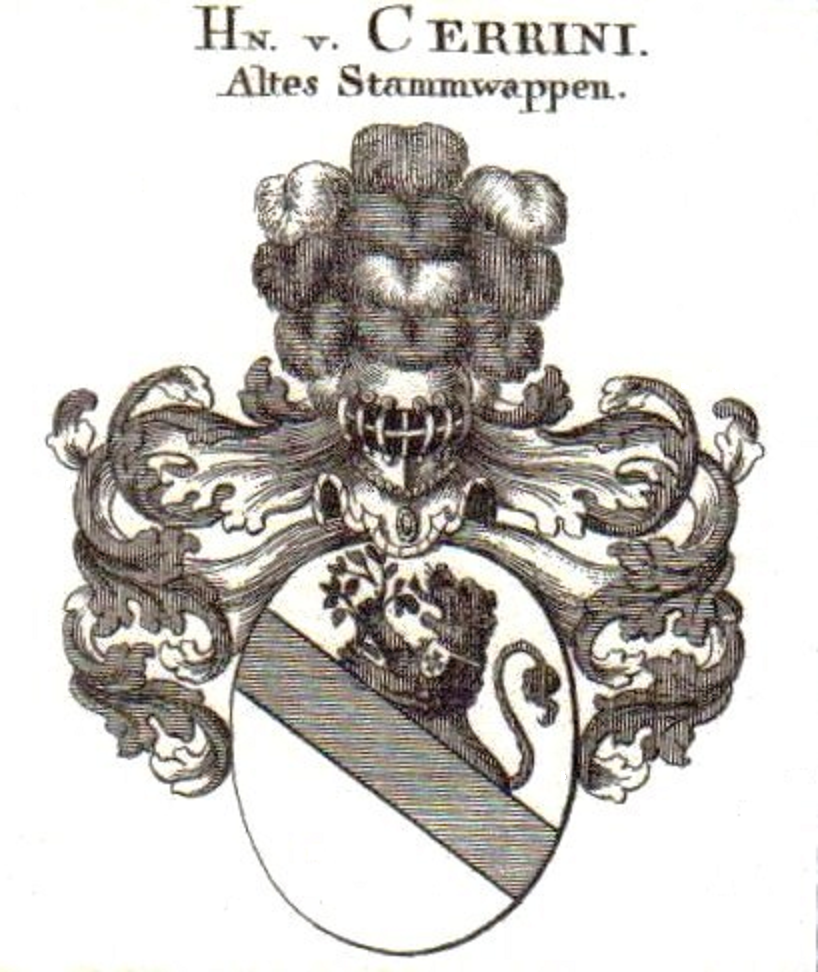
Stammwappen der Cerrini

### Herkunft
Anton Maria entstammte dem alten florentinischen Adelsgeschlecht der Cerrini de Monte Varchi, aus welcher eine gräfliche Linie in Österreich und eine freiherrliche in Sachsen hervorging. Seine Eltern waren der Oberkommandeur der Sächsischen Armee Clemens Cerrini de Monte Varchi (1785–1852) und dessen Ehefrau Karoline, geborene von Berlepsch (1796–1845). Er hatte noch neun Geschwister.

### Militärkarriere
Cerrini besuchte ab 1845 das Dresdner Kadettenhaus und trat anschließend am 1. September 1848 als Fähnrich in das 1. Linien-Infanterie-Regiment „Prinz Albert“ der Sächsischen Armee in Bautzen ein. Er wurde am 2. Mai 1849 unter Versetzung in das II. Bataillon zum Leutnant befördert. Unmittelbar darauf beteiligte er sich in dieser Eigenschaft an der Unterdrückung des Dresdner Maiaufstands. Im Regiment wurde er 1853 zum Oberleutnant befördert und fand die nächsten Jahre als Adjutant beim 3. Infanterie-Bataillon, der 1. Infanterie-Brigade, der Jäger-Brigade und von Dezember 1863 beim Stabe der mobilen Armeebrigade im Herzogtum Holstein Verwendung. 1866 nahm er am Krieg gegen Preußen als Hauptmann und Kompaniechef der 3. Kompanie im 4. Jäger-Bataillons teil und erhielt für sein Wirken den Orden der Eisernen Krone III. Klasse mit Kriegsdekoration. Cerrini avancierte die nächsten Jahre zum Major und etatsmäßigen Stabsoffizier und wurde im Juni 1869 Kommandeur des II. Bataillon im 8. Infanterie-Regiments Nr. 107. Er nahm in dieser Eigenschaft am Krieg gegen Frankreich teil und wurde in der Schlacht bei Gravelotte schwer verwundet.
Ausgezeichnet mit dem Ritterkreuz des Verdienstorden mit Kriegsdekoration sowie dem Eisernen Kreuz II. Klasse wurde Cerrini nach dem Friedensschluss im Dezember 1872 zum Kommandeur des 1. Jäger-Bataillons Nr. 12 ernannt. Bis 1876 rückte er in dieser Stellung zum Oberst auf. Im April 1878 wurde er Kommandeur des 5. Infanterie-Regiments „Prinz Friedrich August“ Nr. 104 in Chemnitz. In gleicher Eigenschaft war er vom 1. April 1880 bis zum 19. März 1885 im 1. Leib-Grenadier-Regiment Nr. 100 tätig und wurde anschließend unter Beförderung zum Generalmajor Kommandeur der 4. Infanterie-Brigade Nr. 48 in Leipzig. In Genehmigung seines Abschiedsgesuches wurde Cerrini am 8. Januar 1887 mit der gesetzlichen Pension und der Erlaubnis zum Tragen der Generalsuniform mit den vorgeschriebenen Abzeichen zur Disposition gestellt. Anlässlich seiner Verabschiedung würdigte ihn König Albert mit dem Komturkreuz II. Klasse seines Verdienstordens. Am 21. April 1902 erhielt er den Charakter als Generalleutnant.